# Saint-Mamert
Saint-Mamert är en kommun i departementet Rhône i regionen Auvergne-Rhône-Alpes i östra Frankrike. Kommunen ligger i kantonen Monsols som tillhör arrondissementet Villefranche-sur-Saône. År 2018 hade Saint-Mamert 73 invånare.

## Befolkningsutveckling
Antalet invånare i kommunen Saint-Mamert
| Referens: INSEE |